# Maladera femorata
Maladera femorata är en skalbaggsart som beskrevs av Brenske 1899. Maladera femorata ingår i släktet Maladera och familjen Melolonthidae. Inga underarter finns listade i Catalogue of Life.